# Chad Vader: Day Shift Manager
Chad Vader: Day Shift Manager – tytuł wieloodcinkowej serii krótkich filmików o Chadzie Vaderze i jego perypetiach w strukturach kadrowych "Empire Supermarket". Serial jest pastiszem wielu produkcji telewizyjnych, przede wszystkim serii Gwiezdne wojny, a główny bohater dokonuje persyflażu słownego Dartha Vadera (który jest rzekomo bratem Chada).
Swoją popularność zdobył dzięki serwisowi YouTube. Serial udostępniany jest za darmo, ale istnieje też możliwość zakupu płyty DVD.